# 今西祐行
今西 祐行（いまにし すけゆき、1923年10月28日 - 2004年12月21日）は、日本の児童文学作家。

## 来歴・人物
大阪府中河内郡縄手村字六万寺(現東大阪市六万寺町)に生まれ、奈良県生駒市で育つ。
1936年、旧制奈良県立奈良中学校(現・奈良県立奈良高等学校)に入学、5年間植物採集とテニスに熱中する。
1940年、中学5年生の夏、病気になり大阪の病院に入院、この頃より文学書をむさぼり読む。
1941年、第二早稲田高等学院入学。同年、大久保同胞教会（現在の日本基督教団新宿西教会）にて受洗。
1942年、早大童話会に入り、坪田譲治を知る。同年、童話会機関紙『童話界』に、最初の童話「ハコちゃん」を発表、好評を博す。同年9月、早稲田大学文学部仏文科に進学するが、病気のため12月より1年間休学。
1943年、「ハコちゃん」が童話集『たのしい仲間』(天佑書房)に再録される。「＜童話は一生の事業とするに足るか＞ということばに対する答としてこの童話集を編んだ」という坪田の「あとがき」を読み、ひそかに童話作家になろうと心にきめた。しかし「ハコちゃん」は、特別高等警察によって検閲され、抹消された。同年12月10日、学徒出陣、大竹の海兵団に入る。
1945年8月6日、原子爆弾が広島に落とされ、その翌日に救援隊として急行、5日間過ごす。「あるハンノキの話」「ヒロシマのうた」「ゆみ子とつばめのおはか」等の作品は、この時の体験から生まれた。
1947年9月、早稲田大学文学部卒業、国民図書刊行会に勤める。
1949年、国井外喜子と結婚、西荻窪に住む。この年より10年間ほど、いくつもの出版社を転々とする。
1956年、はじめての童話集『そらのひつじかい』を出版、児童文学者協会新人賞を受ける。
1959年2月、11年間の編集者生活に区切りをつけ、文筆生活に入る。
1963年、坪田譲治主催の童話雑誌『びわの実学校』に編集同人として参加、「肥後の石工」を連載する。
1965年『肥後の石工』を出版、この作品により、日本児童文学者協会賞、国際アンデルセン賞国内賞、NHK児童文学奨励賞を受ける。
1969年、『浦上の旅人たち』により野間児童文芸賞授賞。同年12月、前進座により「肥後の石工」が新橋演舞場にて上演される(脚本：野口達二、演出：小沼一郎)。
1981年、『光と風と雲と樹と』で小学館文学賞、日本児童文芸家協会賞、1986年、『マタルペシュペ物語』二部作で路傍の石文学賞、1991年、『今西祐行全集』で芸術選奨文部大臣賞および赤い鳥文学賞特別賞を受賞。1992年、紫綬褒章受章。
その他、「ヒロシマの歌」「一つの花」「とうげのおおかみ」「ねことオルガン」「入れ歯をしたロバの話」「遥かなりローマ」など著作多数。主要著作は『今西祐行全集』（全15巻）として偕成社より刊行された。
1987年3月29日の日曜日、自宅のあった神奈川県津久井郡藤野町で、地元の人たちの協力も得て、私立「菅井農業小学校」を開校した。そのきっかけとなった文の中で、今西は以下のように記している。「百姓にかぎらず、人間のするほんとうの仕事というものは、何かを作りあげることでも、掘り出すことでもなく、自然の本当のみのりを待って耕すことではないか」
2004年12月21日、心不全のため神奈川県内の病院で死去。享年81歳。
国文学者の今西祐一郎は甥。

## 著書

### 1960年代まで
- そらのひつじかい　泰光堂 1956年、偕成社文庫
- なぜなぜ話12か月　実業之日本社 1960年
- ねことオルガン　小峰書店 1962年
- きつねとかねのおと　実業之日本社 1964年
- 肥後の石工　実業之日本社 1965年、講談社文庫、岩波少年文庫
- 太郎コオロギ　実業之日本社 1965年
- ねむの木のはなし　あかね書房 1965年
- あるハンノキの話　実業之日本社 1966年、偕成社文庫 1976年
- 浦上の旅人たち　実業之日本社 1969年、講談社文庫、岩波少年文庫
- そらのいろはなぜあおい　小峰書店 1969年

### 1970年代
- ヒロシマのうた 小峰書店 1970年、講談社文庫、フォア文庫、集英社みらい文庫
- いればをしたロバの話 金の星社 1971年、フォア文庫
- ゆみ子とつばめのおはか 偕成社 1971年
- むささび星 ポプラ社 1971年
- クマの子のなみだ・夜のさんぽ 偕成社 1971年
- バイオリンのおとはやまのおと 偕成社 1972年
- ねことオルガン 小峰書店 1973年
- ハコちゃん 実業之日本社 1973年
- コン太のシッポ物語 大日本図書 1974年
- はなのオルガン 岩崎書店 1974年
- はまひるがおの『小さな海』 教育出版 1974年、小学3年生国語教科書[10]
- 谷間にかかったにじの橋 教育出版 1974年、小学4年生国語教科書[11]
- 太平洋をわたった五つのりんご 教育出版 1974年、小学6年生国語教科書[12]
- どっこどっこまつの木 講談社 1975年
- 一つの花 ポプラ社 1975年、文庫、集英社みらい文庫
- おいしいおにぎりをたべるには 小学館 1975年
- にじの橋がかかるとき 家の光協会 1976年
- つづみをうつ少年 ポプラ社 1976年
- ちいさなしまのものがたり 小学館 1976年
- クマと暮らした男 家の光協会 1977年
- やいちとふじまる 小峰書店 1977年
- とうげのおおかみ 金の星社 1977年
- しろいつばきのさくしま 旺文社 1977年
- しゃみせんの木 教学研究社 1978年
- つちのふえ 小峰書店 1978年
- ひばりのおつかい 佼成出版社 1978年
- 島原の絵師 小峰書店 1978年
- だれがけいとをあんでるの 偕成社 1979年
- くもとかけすとおじいさん 秋書房 1979年

### 1980年代
- 光と風と雲と樹と 小学館 1980年
- だれがないてるの 金の星社 1981年
- ゆめみこぞう 第一法規出版 1981年
- まめたろう チャイルド本社 1981年
- くらがり峠 偕成社 1981年
- 冬の祭り 随筆集 偕成社 1981年
- だいちゃんとはな ひさかたチャイルド 1982年
- さくら子とおじいさん あかね書房 1983年
- どんぐりともだち 講談社 1984年
- ハマヒルガオのちいさな海 あすなろ書房 1984年（表題作の他、『星の花』を収録）[13]
- 遥かなりローマ 岩崎書店 1985年
- 名栗川少年記 マタルペシュペ物語第1部 偕成社 1985年
- 留辺蘂の春 マタルペシュペ物語第2部 偕成社 1985年
- 天の川がながれる島 あすなろ書房 1986年
- 運河 物語・川村孫兵衛重吉伝 偕成社 1986年
- りんごとバイオリン 講談社 1986年
- 今西祐行全集 全15巻 偕成社 1987－1990年
- 生きること耕すこと 家の光協会 1989年
- 大きな木にすむ小さな神さま あすなろ書房 1989年

### 1990年代
- 農業小学校のうた 木魂社 1991年
- すみれ島 偕成社 1991年
- 農業小学校の博物誌 盛口満共著 木魂社 1993年
- おにぎりぱくりん 全国学校給食協会 1994年
- 土ってあったかいね 岩崎書店 1994年